# Andrias
Andrias – rodzaj płazów ogoniastych z rodziny skrytoskrzelnych (Cryptobranchidae). Obejmuje największe płazy dzisiejszego świata: salamandra olbrzymia japońska osiąga długość 1,44 metra, natomiast salamandra olbrzymia chińska aż 1,8 m.

## Ewolucja
Według różnych analiz filogenetycznych rodzaje Andrias i Cryptobranchus (do którego należy skrytoskrzel) oddzieliły się od siebie w paleogenie lub w kredzie późnej, około 55–70 milionów lat temu. Skamieniałości wymarłych gatunków Andrias znajdowane były m.in. na terenach obecnych Niemiec, Czech i Kanady, co sugeruje, że rodzaj ten miał w przeszłości większy niż obecnie zasięg. Według analizy filogenetycznej przeprowadzonej przez Matsui i in. (2008) zarówno rodzina skrytoskrzelnych jak i rodzaj Andrias tworzą grupy monofiletyczne.

## Rozmieszczenie geograficzne
Rodzaj obejmuje gatunki występujące w Japonii i Chińskiej Republice Ludowej.

## Systematyka
Rodzaj zdefiniował w 1837 roku szwajcarski przyrodnik i podróżnik Johann Jakob von Tschudi, w artykule zatytułowanym O Homo diluvii testis, Andrias Scheuchzeri, opublikowanym w czasopiśmie „Neues Jahrbuch für Mineralogie, Geognosie, Geologie und Petrefakten-Kunde”. Gatunkiem typowym jest (oznaczenie monotypowe) wymarły A. scheuchzeri.

### Etymologia
- Proteocordylus: w mitologii greckiej Proteusz (gr. Πρωτεύς Prōteús, łac. Proteus) był bóstwem morskim, synem Posejdona i Tetydy, który mógł dowolnie zmieniać swój kształt[16]; κορδύλη kordulē ‘obrzęk, guz’[17]. Gatunek typowy: „P. diluvii, Cuv.” (= Homo diluvii testis Scheuchzer).
- Andrias: gr. ανδρειος andreios ‘silny, odważny’, od ανηρ anēr, ανδρος andros ‘mężczyzna’[18].
- Megalobatrachus (Megalobranchus): gr. μεγας megas, μεγαλη megalē ‘wielki, duży’; βατραχος batrakhos ‘żaba’[18]. Gatunek typowy (oznaczenie monotypowe): Megalobatrachus sieboldi Tschudi, 1837 (= Triton japonicus Temminck, 1836).
- Sieboldia (Sieboldtia, Sieboldiana): Philipp Franz Balthasar von Siebold (1796–1866), niemiecki lekarz i botanik[18]. Gatunek typowy: nie wyznaczony.
- Hydrosalamandra: gr. ὑδρο- hudro- ‘wodny’, od ὑδωρ hudōr, ὑδατος hudatos ‘woda’; σαλαμάνδρα salamandra ‘salamandra’[18]. Gatunek typowy (oryginalne oznaczenie (również monotypowe)): Megalobatrachus sieboldi Tschudi, 1837 (= Triton japonicus Temminck, 1836).
- Tritogenius: gr. τριτων tritōn ‘traszka’[19]; γενυς genus ‘policzek’[20].
- Tritomegas: gr. τριτων tritōn ‘traszka’[19]; μεγας megas, μεγαλη megalē ‘wielki’[21]. Gatunek typowy (oznaczenie monotypowe): Megalobatrachus sieboldi Tschudi, 1837 (= Triton japonicus Temminck, 1836).
- Plicagnathus: łac. plico ‘spasować, splatać’[22]; gr. γναθος gnathos ‘żuchwa’[23]. Gatunek typowy (oznaczenie monotypowe): Plicagnathus matthewi Cook, 1917.

### Podział systematyczny
Do rodzaju należy pięć żyjących współcześnie gatunków:
- Andrias cheni Xu, Gong, Li, Jiang, Huang & Huang, 2023
- Andrias davidianus (Blanchard, 1871) – salamandra olbrzymia chińska[24]
- Andrias japonicus (Temminck, 1836) – salamandra olbrzymia japońska[25]
- Andrias jiangxiensis Lu, Wang, Chai, Yi, Peng, Murphy, Zhang, & Che, 2022
- Andrias sligoi (Boulenger, 1924)

oraz wymarłe:
- Andrias matthewi (Cook, 1917)
- Andrias scheuchzeri Tschudi, 1837